# Ashtabula dentichelis
Ashtabula dentichelis är en spindelart som beskrevs av Simon 1901. Ashtabula dentichelis ingår i släktet Ashtabula och familjen hoppspindlar. Inga underarter finns listade.